# Smith & Wesson Modelo 41
La Smith & Wesson Modelo 41 es una pistola semiautomática desarrollada por Smith & Wesson después de la Segunda Guerra Mundial, con el objetivo de convertirse en una pistola de uso competitivo. Su empuñadura fue diseñada con un ángulo de agarre de 105 grados, igual que la pistola Colt M1911, logrando mantener un ángulo de agarre constante.

## Historia de producción
En julio de 1947 dos prototipos, numerados X-41 y X-42 fueron producidos, probados, y mejorados a lo largo de 10 años. En 1957 la Modelo 41 estuvo disponible al público cuándo S&W produjo 679 unidades.  Al final de 1958, se habían producido 9,875 pistolas Modelo 41, incluyendo algunas con cañones más ligeros para uso de campo. 
El Modelo 41-1 fue introducido en 1960 utilizando un cartucho menor (.22 Corto) para competición de Fuego Rápido Internacional. Solo se fabricaron 1000 de aluminio ligero, material necesario para que el cartucho .22 Corto tenga un funcionamiento de baja potencia.
En agosto de 1963, salió al mercado con un cañón pesado de 130 mm (5 pulgadas). En 1992, la Modelo 41 se dejó de producir hasta que en 1994 Smith & Wesson retomó la producción bajo el mismo nombre, Modelo 41 (Modelo Nuevo).

### Modelo 46
En 1957, Smith & Wesson ofreció una versión de la Modelo 41 "sin lujos" designada como Modelo 46. En 1959 fue designada por la Fuerza Aérea de los EE.UU como pistola de entrenamiento básico de francotiradores. Aproximadamente 4000 unidades fueron producidas: 2500 con un cañón de 180 mm (7 pulgadas), 1000 con un cañón de 130 mm (5 pulgadas) y 500 con un cañón de 140 mm (5,5 pulgadas). Esta pistola careció de cachas cuadrilladas, pavonado pulido, y otros refinamientos de la Modelo 41. Demostró ser un fracaso comercial porque los consumidores prefirieron al modelo más costoso, la 41. La producción de la Modelo 46 cesó en 1966.